# Choi Bo-min
Choi Bo-min (hangul: 최보민; Yongin, 24 de agosto de 2000), más conocido como Bomin (hangul: 보민), es un cantante y actor surcoreano, conocido por ser exmiembro del grupo masculino surcoreano Golden Child.

## Biografía
Tiene una hermana mayor. Estudió en la Hanlim Multi Art School, donde se graduó en el 2019.
En 2018 fue diagnosticado con Influenza A, pero poco tiempo después se recuperó.

## Carrera
Desde agosto del 2015 es miembro de la agencia Woollim Entertainment.

### Televisión
En el 2017 apareció en la serie Children of the 20th Century (también conocida como "20th Century Boy and Girl") donde apareció como sí mismo y un miembro del grupo idol "Master", durante el primer y tercer episodio.
El 25 de abril del 2019 se unió nuevamente al elenco de la segunda temporada de la serie web A-Teen 2 donde interpretó al joven Ryu Joo-ha, un compañero de la escuela de arte de Do Ha-na (Shin Ye-eun), hasta el final de la serie el 27 de junio del mismo año. El 13 de junio del mismo año junto a los actores Shin Ye-eun, Kim Dong-hee, Lee Na-eun, Kim Su-hyun, Ryu Ui-hyun y Kang Min-ah realizaron una reunión con los admiradores de "A-TEEN 2" para celebrar que la serie había acumulado más de 35 millones de visitas.
En julio del 2019 se anunció que desde el 5 de julio del mismo año se convertiría en el nuevo presentador del programa de música Music Bank junto a la actriz Shin Ye-eun, puesto que tuvo hasta el 17 de julio del 2020.
En septiembre del mismo año se unió al elenco recurrente de la serie Melting Me Softly (también conocida como "Melt Me") donde dio vida a Hwang Ji-hoon, un estudiante que se siente atraído por Go Mi-ran (Won Jin-ah).
El 16 de octubre del mismo año se unió al elenco principal del drama web Crash! Insignificant Roommates donde apareció junto a los miembros de Golden Child.
En septiembre de 2020 se unió al elenco de la serie 18 Again (también conocida como "Eighteen Again") donde interpretó a Seo Ji-ho, un estudiante modelo de "Serim High School", que a pesar de que su apariencia y acciones parecen frías por fuera, en realidad es una persona con un corazón puro, hasta el final de la serie el 10 de noviembre del mismo año.
En julio de 2021 se anunció que se había unido al elenco de la serie Shadow Beauty donde dará vida a Kim Ho-in, el presidente de la clase de Goo Ae-jin (Shim Dal-gi), un joven que parece un estudiante modelo sencillo en el exterior, pero que en realidad tiene un secreto que se guarda para sí mismo.

### Música
Desde el 28 de agosto del 2017 fue miembro del grupo Golden Child junto a Daeyeol, Y, Jangjun, Tag, Seungmin, Jaehyun, Jibeom, Donghyun, Joochan y Jaeseok. Dentro del grupo tuvo una de las posiciones de vocalista y bailarín. Sin embargo, decidió dejar el grupo en diciembre de 2024 tras la finalización de su contrato con Woollim Entertainment.

## Filmografía

### Series de televisión
| Año  | Título                         | Personaje          | Notas                         | Ref.          |
| ---- | ------------------------------ | ------------------ | ----------------------------- | ------------- |
| 2017 | Children of the 20th Century   | Bomin              | 2 episodios                   |               |
| 2019 | A-Teen S2                      | Ryu Joo-ha         | Serie web en veinte episodios |               |
| 2019 | Melting Me Softly              | Hwang Ji-hoon      |                               |               |
| 2019 | Crash! Insignificant Roommates | Choi Bo-min        | Serie web en ocho episodios   | [ 19 ]        |
| 2020 | Crash! Insignificant Reunion   | Choi Bo-min        | Serie web en cuatro episodios |               |
| 2020 | Twenty-Twenty                  | Ryu Joo-ha         | Aparición especial, ep. 1     | [ 20 ] [ 21 ] |
| 2020 | 18 Again                       | Seo Ji-ho          |                               |               |
| 2021 | Shadow Beauty                  | Kim Ho-in          |                               | [ 22 ]        |
| 2025 | Crushology 101                 | Estudiante de cine | Aparición especial, ep. 1     | [ 23 ] [ 24 ] |

### Películas
| Año  | Título  | Personaje | Notas |
| ---- | ------- | --------- | --- |
| 2018 | Miracle | Bomin     | junto a Jung Da-bin, Lee Dae-yeol, Y, Lee Jang-jun, Tag, Bae Seung-min, Bong Jae-hyun, Kim Ji-beom, Kim Dong-hyun y Hong Joo-chan |

### Programas de variedades
| Año             | Título                             | Notas                                                  |
| --------------- | ---------------------------------- | ------------------------------------------------------ |
| 2019 - presente | Soo Mi’s Side Dishes               | miembro                                                |
| 2020            | Immortal Song                      | junto a Golden Child - invitado                        |
| 2019            | Hello Counselor                    | (ep. #412) - junto a Y - invitado                      |
| 2019            | Law of the Jungle: Chatham Islands | 3 episodios - (ep. #360-362) - miembro                 |
| 2017, 2018      | After School Club                  | (ep. #283, 307, 342) - invitado - junto a Golden Child |
| 2017, 2018      | Weekly Idol                        | (ep. #320, 363) - invitado - junto a Golden Child      |
| 2017            | Dream Stargram                     | (ep. #13)                                              |

### Presentador
| Año         | Evento / Programa       | Notas                                |
| ----------- | ----------------------- | ------------------------------------ |
| 2020        | Unite ON : Live Concert | co-presentador - junto a Somi        |
| 2019 - 2020 | Music Bank              | co-presentador - junto a Shin Ye-eun |
| 2019        | KBS Gayo Festival       | junto a Shin Ye-eun                  |
| 2018        | The Show                | presentador especial                 |

### Reality shows
| Año  | Título                | Notas                |
| ---- | --------------------- | -------------------- |
| 2017 | Ring it! Golden Child | junto a Golden Child |
| 2017 | 2017 Woollim Pick     | junto a Golden Child |

### Eventos
| Año  | Título                                                 | Notas                |
| ---- | ------------------------------------------------------ | -------------------- |
| 2019 | 2019 Idol Star Athletics Championships                 | junto a Golden Child |
| 2018 | 2018 Idol Star Athletics Championships Chuseok Special | junto a Golden Child |
| 2018 | 2018 Idol Star Athletics Championships                 | junto a Golden Child |

### Aparición en videos musicales
| Año  | Intérprete | Canción     | Notas |
| ---- | ---------- | ----------- | ----- |
| 2017 | Lovelyz    | "Now, We"   |       |
| 2012 | Infinite   | "Hey Hello" |       |

## Premios y nominaciones
| Año  | Categoría                         | Premio                   | Trabajo    | Resultado |
| ---- | --------------------------------- | ------------------------ | ---------- | --------- |
| 2019 | Best Couple (junto a Shin Ye-eun) | KBS Entertainment Awards | Music Bank | Ganadores |
| 2019 | 쇼·오락 부문 신인상               | KBS Entertainment Awards | Music Bank | Nominado  |
| 2019 | Favorite Web Series Actor         | V Live Heartbeat Award   | A-TEEN 2   | Ganador   |